# Gundgurthi, Shahpur
Gundgurthi là một làng thuộc tehsil Shahpur, huyện Gulbarga, bang Karnataka, Ấn Độ.